# 内蔵賀茂麻呂
内蔵 賀茂麻呂（くら の かもまろ、生没年不詳）は、奈良時代から平安時代初期にかけての官人。名は賀茂、賀万とも記される。姓は宿禰。官位は外従五位下・河内介。

## 経歴
式部少録を経て、延暦2年（783年）少外記に任ぜられ、延暦6年（787年）大外記に昇格するなど、桓武朝前半に外記を歴任する。
外従五位下に昇進後、延暦16年（797年）正月に主計助に任ぜられるが、2月に大外記に復任し、結局4月になって河内介として地方官に転じた。翌延暦17年（798年）4月に遣渤海使に任ぜられる。なお、前回の遣渤海使にて延暦15年（796年）に送渤海客使・御長広岳がもたらした啓（渤海国王の書状）の中に両国間の遣使の渡航間隔を定めて欲しいとの申請があったことから、この遣渤海使で賀茂麻呂は渡航間隔を6年とする璽書を携えて渤海国に渡った。同年12月に渤海使（正使・大昌泰）が来朝していることから、賀茂麻呂も同乗して帰国したか。
延暦18年（799年）渤海国から帰国の際に漂流していたところを比奈麻治比売神の霊験による火光に導かれて救われたとして、比奈麻治比売神を官社として奉幣することを言上し許されている。

## 官歴
注記のないものは『日本後紀』による。
- 時期不詳：式部少録[4]
- 延暦2年（783年） 8月：少外記[4]
- 延暦6年（787年） 日付不詳：大外記[4]
- 延暦9年（790年） 日付不詳：止大外記？[4]
- 時期不詳：外従五位下
- 延暦16年（797年） 正月22日：主計助。2月9日：大外記。4月12日：河内介[4]
- 延暦17年（798年） 4月24日：遣渤海使